# Keith Holyoake
Keith Jacka Holyoake, född 11 februari 1904, död 8 december 1983 i Wellington, var en nyzeeländsk politiker som var parlamentsledamot 1932-1938 samt 1943-1977, partiledare för Nya Zeelands nationella parti från 1957 till 1972, premiärminister under några månader år 1957 samt från 1960 till 1972 och slutligen som generalguvernör från 1977 till 1980.

## Biografi
Keith Holyoake föddes 1904 på Nordön till föräldrar som tillhörde Plymouthbröderna. Fadern drev en lanthandel och 1913, efter farfaderns död, flyttade familjen till Riwaka på Sydön för att överta familjegården där det odlades humle och tobak. 1916 dog pappan och Holyoake fick då avsluta sin formella skolgång för kunna arbeta på gården och hemskolades av sin mor som var utbildad lärare. När han vid mer mogen ålder övertog gården blev han engagerad i olika intresseorganisationer för jordbruket och föreningslivet, något som fick honom att dras till politiken. 
1931 blev Holyoake kandidat för Reformpartiet, men förlorade mot den sittande ledamoten som däremot dog året efter, varpå Holyoake vann fyllnadsvalet och blev då Nya Zeelands yngste parlamentsledamot vid 28 års ålder. Holyoake hade en avgörande roll 1936 i bildandet av Nya Zeelands nationella parti.
Efter partiets valseger 1949 utnämnde premiärminister Sidney Holland honom till jordbruksminister. Som sådan fick han ett rykte om sig som en skicklig administratör under vilken jordbrukets mekanisering understöddes och förde en utrotningspolicy mot kaniner (en invasiv art). Efter 1954 blev han även vice premiärminister och blev då tillförordnad premiärminister när Holland reste utomlands. 1955 deltog han i FAO:s kongress i Rom. 1957 avgick Holland som premiärminister då han fick en stroke eller hjärtattack vid tiden för Suezkrisen som han inte helt återhämtade sig från. Holyoake blev då premiärminister två månader innan det utlysta parlamentsvalet. Nationella partiet förlorade valet med endast ett mandat till Labourpartiet.
Holyake förblev aktiv som oppositionsledare och vann 1960 valet till stor del på grund av sitt enträgna motstånd mot höjda punktskatter på öl, tobak, bilar och bensin som infördes av Labourregeringen. Vid makten skrev Holyoakes regering om strafflagen 1961 (Crimes Act 1961), i vilken dödsstraffet avskaffades, trots att enbart 10 av Nationella partiets ledamöter röstade för det. Holyoake stödde ANZUS-allierade USA i Vietnamkriget och skickade en mindre kontingent av Nya Zeelands militär dit. Storbritanniens närmande till Europeiska ekonomiska gemenskapen var ett problem, även om det medvetet nedtonades, eftersom Nya Zeeland till stor del var beroende av export av jordbruksprodukter till det forna moderlandet. Ett frihandelsavtal nåddes 1965 med Australien som underlättade Nya Zeelands diversifiering. 1972 avgick han som premiärminister och hans vän och vice premiärminister Jack Marshall tog då över.
1977 utnämndes Holyoake till Nya Zeelands generalguvernör av Drottning Elizabeth II på förslag av partikollegan och dåvarande premiörministern Robert Mulddon, en utnämning som kritiserades hårt av oppositionen eftersom det ansågs partipolitisera det politiskt neutrala generalguvernörsämbetet. Oppositionsledaren Wallace Rowling lovade att avsätta Holyoake om han vann valet 1978 och antydde han istället skulle föreslå nationalhjälten Edmund Hillary, vilket i sin tur kritiserades eftersom Hillary offentligt uttrycke stöd till Rowling i valet 1975. Holyoakes agerande som generalguvernör var dock oklanderligt, trots att nationella partiet förlorande valet 1978. Hans mandat som generalguvernör blev endast tre år istället för det brukliga fem, vilket förklarades med hänsyn till hans ålder. Efter sin tid som generalguvernör utnämndes han drottningen till riddare av Strumpebandsorden, en ära få Nyazeeländare förunnad.
Keith Holyaoke avled 8 december 1983 i Wellington och han fick en statsbegravning i stadens katedral 13 december.